# 3010 Ушаков
3010 Ушаков (енгл. 3010 Ushakov) је астероид чија средња удаљеност од Сунца износи 3,220 астрономских јединица (АЈ).
Апсолутна магнитуда астероида је 12,2.